# Буйлов, Пётр Захарович
Пётр Захарович Буйлов (род. 17 апреля 1951 года, Нижегородка) — советский и российский тренер по лёгкой атлетике.

## Биография
Пётр Захарович Буйлов родился 17 апреля 1951 года в деревне Нижегородка Уфимского района Башкирской АССР.
С 1971 по 1973 год работал преподавателем физической культуры в Уфимском техникуме механизации учёта. С 1973 по 1975 год был инструктором физической культуры Башкирского областного совета ДСО «Спартак». В 1975 году стал тренером по лёгкой атлетике Уфимского учебно-производственного предприятия Всероссийского общества слепых. В 1980 году окончил Ленинградский институт физической культуры им. П. Ф. Лесгафта.
С 1986 года занимал должность старшего тренера Дома культуры Башкирского республиканского правления Всероссийского общества слепых. В 1988—1992 годах он занимал должность председателя Европейского и члена Международного комитетов по спорту слепых.
С 1988 года Пётр Захарович работает старшим тренером национальной Паралимпийской сборной по лёгкой атлетике (СССР, СНГ, России). Также в настоящее время является тренером по лёгкой атлетике МБОУДОД «Специализированная детско-юношеская спортивная школа олимпийского резерва № 7» г. Уфа.
За более чем сорокалетнюю тренерскую карьеру Буйлова, его воспитанники завоевали на Паралимпийских играх свыше 50 наград и установили более 40 мировых рекордов. Среди его подопечных:
- Рима Баталова — 13-кратная чемпионка Паралимпийских игр (1988, 1992, 1996, 2000), 18-кратная чемпионка мира, 43-кратная чемпионка Европы[6],
- Елена Паутова — двукратная чемпионка летних Паралимпийских игр (2004, 2012), многократная чемпионка мира и России[7],
- Ильдар Помыкалов — двукратный чемпион (2000, 2004) и двукратный бронзовый призёр (1996, 2008) Паралимпийских игр,
- Анатолий Помыкалов — серебряный призёр Паралимпийских игр 1988 года, 12-кратный чемпион СССР,
- Андрей Коптев — чемпион Паралимпийских игр 2012 года,
- Алексей Лабзин — двукратный чемпион Паралимпийских игр 2012 года,
- Анна Кулинич-Сорокина — серебряный призёр Паралимпийских игр 2012 года, чемпионка мира 2013 года[8],
- Фарзат Тимербулатов — двукратный серебряный призёр Паралимпийских игр 1988 года,
- Светлана Ганиева — призёр чемпионата Европы, и многие другие спортсмены.

## Награды и звания
- Заслуженный тренер РСФСР (1988)
- Орден Дружбы народов (3 декабря 1992) - за достижение высоких спортивных результатов, мужество, самоотверженность и стойкость, проявленные во время Паралимпийских игр инвалидов[9]
- Заслуженный работник физической культуры Республики Башкортостан (1997)[10]
- Орден «За заслуги перед Республикой Башкортостан» (2000)
- Орден Почёта (2001)[11]
- Медаль «80 лет Госкомспорту России» (2003)
- Заслуженный работник физической культуры Российской Федерации (2007)[12]
- Почётный знак «За заслуги в развитии Олимпийского движения в России» (2008)
- Орден Александра Невского (2013)[13][14].

## Публикации
- Шевцов А. В., Красноперова Т. В., Буйлов П. З. Адаптивная восстановительная коррекция мышечной системы легкоатлетов-паралимпийцев с нарушением зрения паравертербральным тренажером и стретч-массажем. — Адаптивная физическая культура. 2013, № 1 (53), с. 29-32[15].